# 钱江四桥

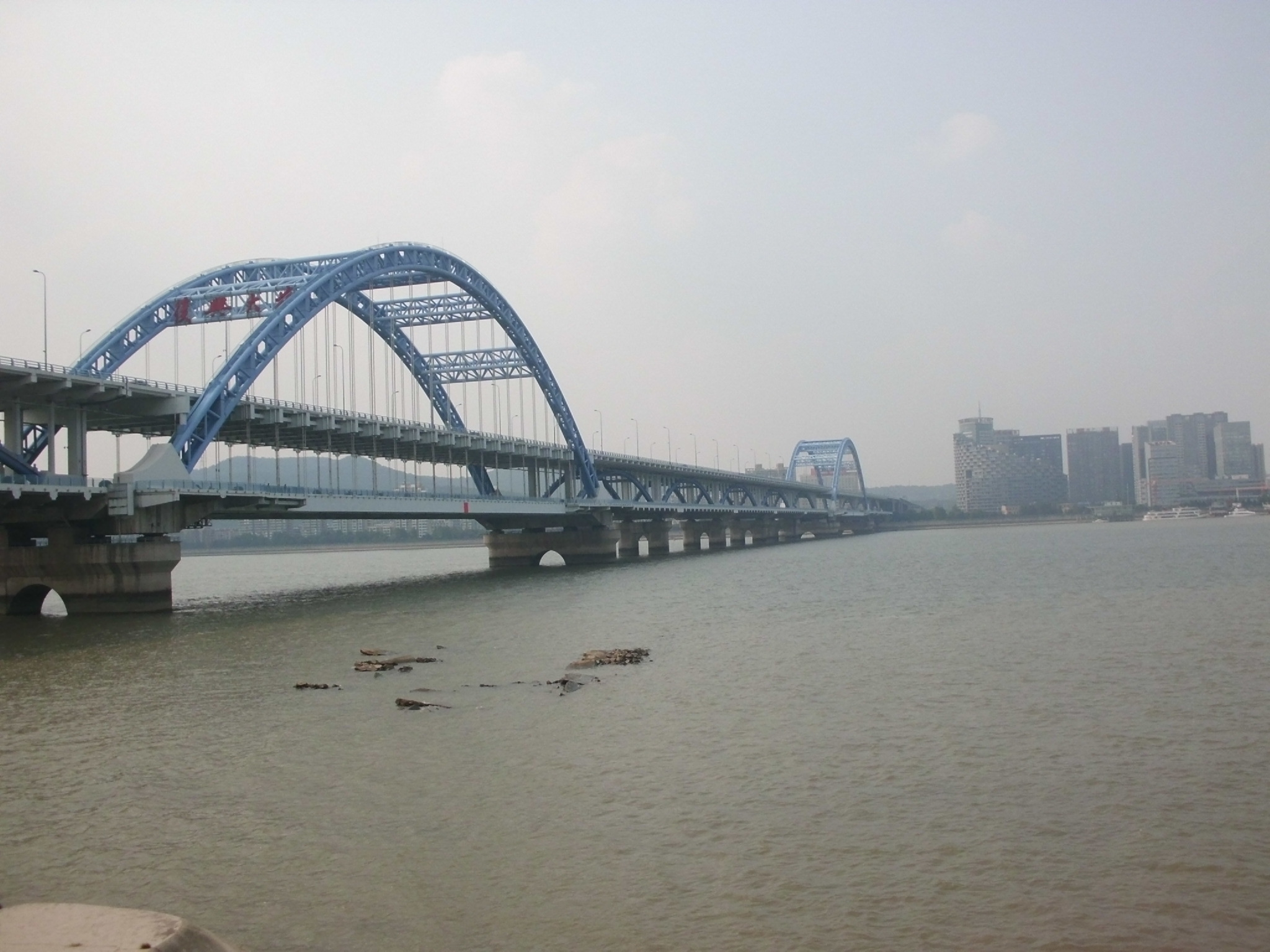
从南岸东侧看四桥

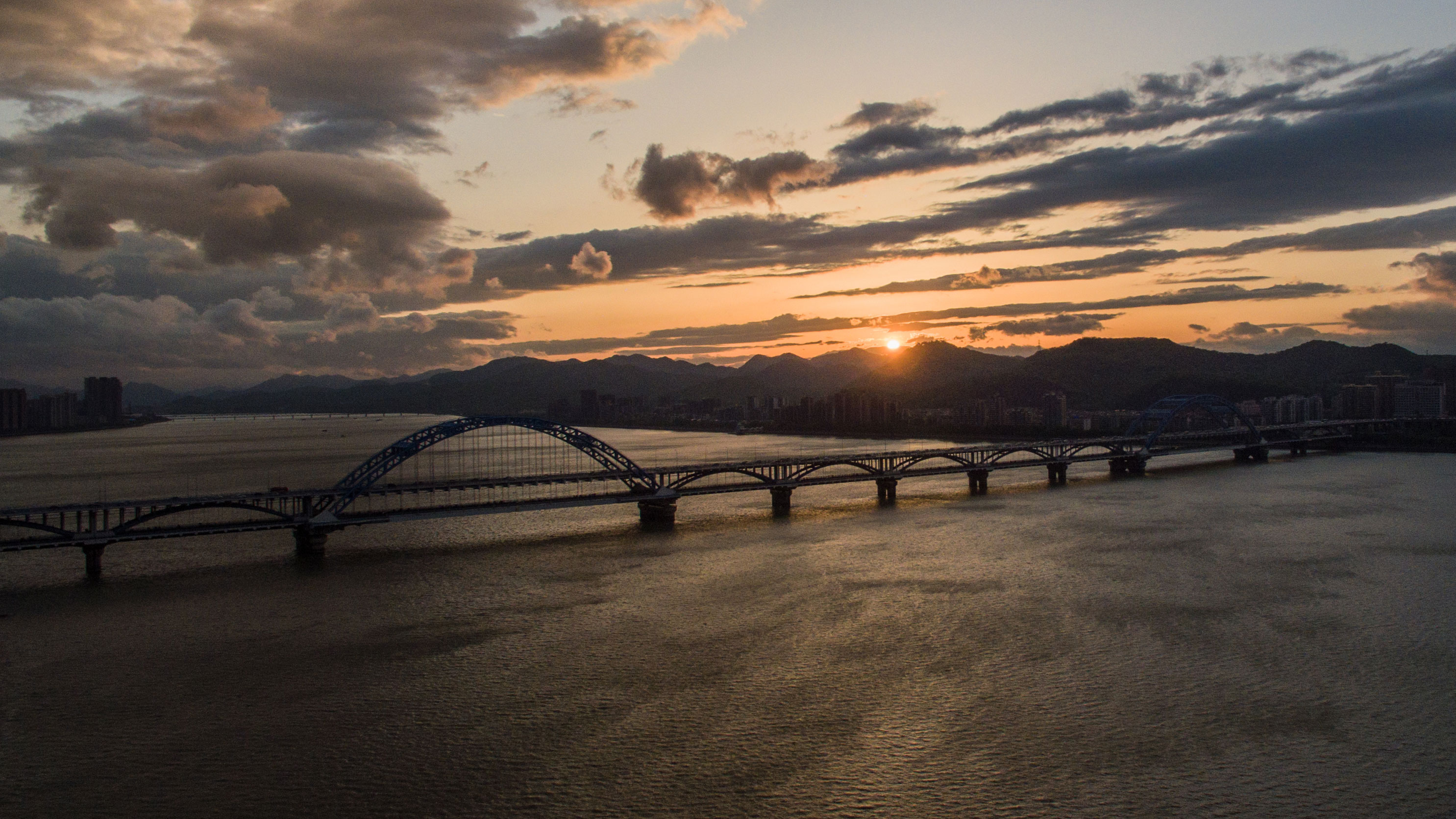
大桥日暮景色

钱江四桥，又称复兴大桥，是杭州市一座跨钱塘江特大型城市桥梁，2002年3月28日开工建设，于2004年10月16日竣工通车。它位于钱江一桥与钱江三桥之间（一桥下游4.3公里处）。将杭州南部的滨江区与北部的上城区相连接。

## 简介
总投资7.6亿元，由广西路桥工程总公司的人员设计建设。
全长1376米，宽26.4米，分上下两层，是世界上第一座双层钢拱形桥梁。上层设双向6条机动车快速行车道，连接老城区的中河高架与滨江区的时代高架；下层设4条机动车道及2条行人、非机动车通道和8个观景平台。它是连接杭州老城区与滨江区和萧山区的市内交通要道，是钱塘江上过江能力最强的桥梁之一。
复兴大桥在世界桥梁史上的创新意义，在于它是大小拱结合的钢管混凝土系杆拱新型拱桥，多跨连拱，双层路面，其中有两座190米跨径的主拱，9座85米跨径的小拱。

## 历史
- 2002年3月28日，大桥开工。[3]
- 2002年9月8日，受到风暴潮影响，建设中的桥墩被钱江潮冲垮，300米施工便桥被摧毁。[4]
- 2004年10月16日，大桥通车[5]
- 2012年，钱江四桥将首次启动大型维修养护工程，工期大约2-3个月，预计11月份开工。最主要的工程就是对桥面重新铺设，施工面积有7000多平方米。重新铺设的沥青选择了强度大、稳定性更好、更耐磨、寿命更长的SMA改性沥青，以代替原先的普通沥青。[6]

## 轶事
复兴大桥下层设计为“按照公路桥开通，但预留改建为轨道交通通道”，并作为杭州地铁1号线预留过江通道。但由于1号线技术突破，改为隧道形式过江，地铁5号线在设计过程中也放弃此处预留，因而此预留从未得以实施。